# شيطان بيد من زجاج
«شيطان بيد من زجاج» هي حلقة من مسلسل الحدود الخارجية التلفزيوني، وهي الحلقة الثانية التي تعتمد على نص من تأليف هارلان إليسون، والذي كتبه إليسون بشكل خاص مع الممثل روبرت كولب في الأعتبار للدور الرئيسي. تم بثه في 17 أكتوبر 1964، وكانت الحلقة الخامسة من الموسم الثاني.
في عام 2009, صنف دليل التلفزيون «شيطان بيد من زجاج» في المرتبة #73 على قائمة أعظم 100 حلقة.

## الرواية الأفتتاحية
«...من خلال جميع أساطير الشعوب القديمة - الآشورية، البابلية، السومرية، السامية؛ - يدير ملحمة الرجل الأبدي، الذي لا يموت أبداً، ودعا من قبل بأسماء مختلفة في أوقات مختلفة، ولكن المعروف تاريخياً بأسم جلجامش، الرجل الذي لم يذق الموت أبداً... البطل الذي ينتقل عبر القرون»
(يقول الراوي فيك بيرين عن طريق الخطأ «سومريكان» بدلاً من «سومريان» -السومري-).

## الملخص
ترينت (روبرت كلاب) هو رجل بلا ذاكرة عن حياته قبل الأيام العشرة السابقة. تم أستبدال يده اليسرى بجهاز كمبيوتر متطور على شكل يده المفقودة وتحميه بعض المواد الشفافة. ثلاثة أصابع مفقودة. يخبره الكمبيوتر أنه يجب إعادة تثبيته قبل أن يتمكن من إخبار ترينت بما يحدث. ويجري تعقب ترينت من قبل حفنة من الفضائيين الهيومانويد الذين يسمون بالكايبن. لديهم الزوائد المفقودة. يتم هذا العمل في مبنى مكتبي كبير، أغلقت عليه الكايبن العالم. في هذه اللعبة القاتلة من الغميضة، يستقدم ترينت مساعدة كونسويلو بيروس (أرلن مارتل)، وهي امرأة تعمل في المبنى.
لأسباب غير معروفة له، تم إرسال ترينت في الماضي عن طريق «المرآة الزمنية»، وتقع في المبنى. أخبرت كيبان المأسورة ترينت أن كليهما من ألف سنة في المستقبل. في ذلك المستقبل، تم غزو الأرض من قبل الكايبن، ولكن جميع البشر الذين بقوا على قيد الحياة بأستثناء ترينت قد أختفوا في ظروف غامضة. يتم طمس الفضائيين من قبل «الطاعون المشع» الذي يقتل كل الحياة الذكية على هذا الكوكب، على ما يبدو أطلق من قبل البشر في محاولة أخيرة لصد الغزو. في محاولة يائسة لإيجاد علاج للوباء وأستخراج أي معرفة يتم تخزينها في اليد / الكمبيوتر، يتبعه الكايبن مرة أخرى في الزمن مع الأصابع المفقودة.
في نهاية المطاف، يهزم ترينت كل صائديه من الكايبن عن طريق نسخ أجهزة على شكل ميدالية يرتدونها لترسيخها في الماضي. ترينت يدمر المرآة بنجاح ويستعيد الأصابع المفقودة واحد تلو الآخر. عندما يكون الكمبيوتر كله، يتعلم الحقيقة الرهيبة: فهو ليس رجلاً، بل إنسان آلي. تم ترميز الناجين من البشر رقميًا على سلك من السبائك النحاسية الذهبية ملفوفة حول الملف اللولبي في صدره. محصناً ضد المرض، يجب عليه حماية حمولته الثمينة لمدة 200 سنة بعد غزو الكايبن، وبحلول ذلك الوقت سوف يتبدد الطاعون. ثم سيقيم الجنس البشري.
كان ترينت يعتقد أنه كان رجلاً، حيث بدأ هو وكونسويلو في تطوير مشاعر لبعضهما البعض. مع كشف الحقيقة، تتركه، بشفقة مختلطة مع رعب في عينيها. ترك ترينت لمواجهة 1,200 سنة من اليقظة.

## خاتمة السرد
«مثل الرجل الأبدي للأسطورة البابلية، مثل جلجامش، ألف سنة ومائتي عام تمتد قبل ترينت. بدون حب. بدون صداقة. وحيد؛ لا رجل ولا آلة، في أنتظار. وأنتظار اليوم سيتم دعوته لتحرير البشر الذين منحته الحركة، ولكن ليس للحياة.»

## الجوائز
فاز تيلبلاون من قبل هارلان إليسون بالعديد من الجوائز الكبرى:
- 1965 جائزة نقابة الكتاب الأمريكيين سيناريو بارز لمختارات التلفاز
- 1972 جائزة جورج ميليس للفيلم السينمائي - إنجاز سينمائي بارز في تلفزيون الخيال العلمي

## الإنتاج
رسم مخطط قصّة إليسون صورة مطاردة واسعة عبر البلاد بين الكايبن وترينت (ثمّ سمّى السيد. فيش). ولأن هذا كان سيصبح باهظ التكلفة، أقترح المنتج روبرت هـ. جوستمان أن إليسون يحتوي على معظم الحركة في هيكل واحد عندما ذهب إلى البرنامج النصي. وافق إليسون على إدراك أنه من خلال إجبار الحبكة إلى مكان مغلق، فإن التغيير من السعى الخطى إلى التسلق العمودي، صعودًا مع تطور العمل، سوف يؤدي إلى زيادة التوتر. تم تصوير معظم هذه الحلقة في مبنى برادباري، وهو نفس الموقع المستخدم في المشاهد النهائية لبليد رانر ومشهد الإغلاق في فيلم النوار الكلاسيكي لعام 1950 D.O.A.
تم نشر ملخص قصة إليسون المكون من 10 صفحات في أفلام العقل III عام 2013.
تعود صداقة إليسون مع روبرت كولب إلى إنتاج هذه الحلقة. وجد كولب بأن يكون ذكيا جداً، تماماً على النقيض من معظم الفنانين، الذين وصفهم بأنهم «لا يهتمون». عندما التقى كولب في البداية مع إليسون في موقع بناية برادبوري للفيلم، قدم إليسون نفسه بصوت عالٍ وأخبر كولب بأنه كتب الحلقة فقط من أجل كولب. قال كولب أيضاً أنه شعر بأنها كانت واحدة من أفضل الحلقات المكتوبة للتلفزيون في التاريخ. أشار كولب إلى أنه شعر بنجاح المسلسل وكانت هذه الحادثة بسبب حقيقة أنه كانت، في الأساس، لعبة أخلاقية. 

## التكييف وغير-التتمة
التكيف رواية مصورة رسم مارشال روجرز، نشرته دي سي كوميكس في يناير 1986. وكان عنوان الخامس من سلسلة روايات دي سي المصورة للخيال العلمي.
تم نشر نص إليسون الأصلي في أفلام الدماغ المجلد الأول، من خلال دير إيدجووركس، في عام 2011.

أثناء تشغيل فيلم بابليون 5، غالباً ما قال مايكل سترازينسكي من سلسلة المبدعين أن إليسون سيكتب تكملة لهذه القصة (ربما تسمى "شيطان في الهباء" أو "شيطان على المدى") كحلقة. ومع ذلك، فإن حلقة التتمة المقترحة لم تظهر أبداً. كان إليسون مستشار أبداعي في المسلسل، وقال في كتاب من وراء الكواليس عن بابليون 5 المكتوبة خلال الموسم الثالث لهذا العرض:
""أريد أن أكتب هذا البرنامج النصي وجو يريد ذلك كثيراً، وأعتقد أنه من المحتمل أن يتم كتابته خلال الموسم القادم، لكن لا أحد يعرف ذلك. لا أريد أن أعدك لأنه إذا وعدت، ثم يبدأ المشجعون المفاجئون على الإنترنت بالصراخ، "حسناً، أين هو، أين هو؟ لماذا لا يفعل ذلك، لماذا لا يفعل ذلك؟ لقد تأخر مرة أخرى، لقد تأخر مرة أخرى". ثم أصبح غريب الأطوار، وأذهب إلى منزلهم وأضرب رؤوسهم بطاولة القهوة!"
بالإضافة إلى "شيطان بيد من زجاج"، كتب إليسون قصصًا أخرى على خلفية "حرب الأرض-الكايبا". قام بتكييف خمسة من هؤلاء - "أجري نحو النجوم" و "قفص الحياة" و "المراهق المنبوذ" و "نعش طروادة" و "الكلاب النائمة" - في الرواية المصورة ليلة والعدو (1987)، كما يوضحه كين ستيسي. أيضاً، قصة إليسون القصيرة "العاملون البشر" - التي تم تكييفها لاحقاً في حلقة من الحدود الخارجية الجديدة - تم وضعها في نفس الكون مثل هذه القصة (تم بناء ستارفيترز في الأصل لحرب الأرض-الكايبا).

## ادعاءات الانتحال
وكانت بعض وسائل الإعلام قد ذكرت في وقت سابق أن "شيطان بيد من زجاج" كان أساسًا لتسوية تلقتها إليسون بعد أن زُعم أنها سرقة لـالمدمر. تم الطعن في هذه الأدعاءات من خلال الحجة القائلة بأن المطالبة والتسوية اللاحقة مبنية بشكل حصري على الحجة القائلة بأن لحظات الأفتتاح للمدمر قد سرقت نص إليسون الآخر الذي أنتجته الحدود الخارجية، "جندي". وقد أوضح هارلان إليسون ذلك في تبادل عام 2001 مع أحد المعجبين في موقعه على الإنترنت: "لم يُسرق" المدمر"من" شيطان بيد من الزجاج "، فقد كان تهافتًا على نصّ الحدود الخارجية، "جندي" آخر.
ووفقًا لصحيفة لوس أنجلوس تايمز، فقد قام الطرفان بتسوية الدعوى مقابل مبلغ غير معلوم، واعترافًا بعمل إليسون في ائتمانات المدمر.
نفى جيمس كاميرون بشكل قاطع مزاعم إليسون وعارض التسوية، قائلاً «لأسباب قانونية، لا أوافق على التعليق على ذلك (إضافة أعتمادات أعتراف) ولكنها كانت صفقة حقيقية، لم يكن لدي ما أفعله مع ذلك وأنا اختلف معه».

## العينات
اختبرت فرقة كاباريه فولتير عينات «شيطان بيد من زجاج» على نطاق واسع في العديد من الأعمال:
- «ابق بعيداً عنها» من صوت أمريكا (1980): «الجزء الثالث من عقلك... أنت تعرف أين هو؟»، «لا تقتلني من فضلك من فضلك» و «و يدي... قل لي... ماذا أفعل».
- «ياشار» من 2x45 (1982): «هناك 70 مليار شخص من الأرض، أين يختبئون؟»
- «كرمة الروح (70 مليار شخص)» من الليونة (1992).
- «سولينويد (أصرخ في الوقت المناسب)» من الليونة (1992).

## بث المملكة المتحدة
تم نقل هذه الحلقة لأول مرة في المملكة المتحدة على BBC2 يوم الجمعة 28 مارس 1980. على الرغم من أن الموسم الأول قد تم عرضه في المملكة المتحدة في عام 1964 من قبل تلفزيون غرناطة، وعدد قليل من مناطق ITV الأخرى، نقلت BBC جميع الحلقات الـ 49 في موسمين 28 مارس 1980 و 17 يوليو 1981، شهدت حلقات الموسم الثاني لأول مرة في المملكة المتحدة. أختارت هيئة الإذاعة البريطانية «شيطان بيد من زجاج» كأول حلقة يتم بثها، ولم يتم عرض أي من الحلقات في ترتيب متسلسل، مع أختلاط حلقات الموسم الثاني مع حلقات الموسم الأول. كانت هذه أيضاً آخر إذاعة تلفزيونية أرضية بريطانية.

## فيلم روائي
وفي 20 حزيران / يونيو 2014 تم الإعلان عن أنه سيتم تعديل الحلقة كـصورة متحركة.

## الحواشي
1. ↑  The Outer Limits: The Official Companion, by David J. Schow and Jeffrey Frentzen, 1986, Ace Science Fiction
2. ↑  "TV Guide's Top 100 Episodes". Rev/Views. مؤرشف من الأصل في 2018-10-10. اطلع عليه بتاريخ 2016-07-04.
3. ↑  Brain Movies The Original Teleplays of Harlan Ellison Volume III, pgs 115-124, Edgeworks Abbey,
4. ↑  Robert Culp | Television Academy Interviews نسخة محفوظة 16 مارس 2018 على موقع واي باك مشين.
5. ↑  "Archived copy". مؤرشف من الأصل في 2012-03-08. اطلع عليه بتاريخ 2013-07-22.{{استشهاد ويب}}:  صيانة الاستشهاد: الأرشيف كعنوان (link)CS1 maint: Archived copy as title (link)
6. ↑  Ellison, Harlan. "The Ellison Bulletin Board". HarlanEllison.com. مؤرشف من الأصل في 2019-03-16.
7. ↑  Marx، Andy. "IT'S MINE All Very Well and Good, but Don't Hassle the T-1000". Los Angeles Times. مؤرشف من الأصل في 2018-10-12. اطلع عليه بتاريخ 2009-08-22.
8. ↑  "When Ellison Attacks". James Cameron Online. مؤرشف من الأصل في 2019-01-19. اطلع عليه بتاريخ 2015-08-14.
9. ↑  A Television Heaven review نسخة محفوظة 2010-09-30 على موقع واي باك مشين. /Radio Times/Shadow Play fanzine No.1, page 16 (1986) article by Terry Doyle
10. ↑  Starburst - A Marvel Monthly No.30 Volume 1,number 6 (Jan 1981),page 46
11. ↑  TV Zone article by Tise Vahimagi

## وصلات خارجية
- شيطان بيد من زجاج على موقع IMDb (الإنجليزية)
- شيطان بيد من زجاج على موقع ميتاكريتيك (الإنجليزية)